# روگر نیلسن
روگر نیلسن (انگلیسی: Roger Nilsen؛ زادهٔ ۸ اوت ۱۹۶۹) بازیکن سابق و مربی فوتبال اهل نروژ است.
وی در تیم ملی فوتبال نروژ ۳۲ بازی انجام داده است و عضو این تیم در جام جهانی فوتبال ۱۹۹۴ بوده است.